# Laniscourt
Laniscourt – miejscowość i gmina we Francji, w regionie Hauts-de-France, w departamencie Aisne.
Według danych na styczeń 2014 roku gminę zamieszkiwały 174 osoby, a gęstość zaludnienia wynosiła 57,6 osób/km².